# Olaf Böhme

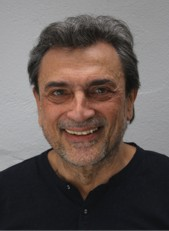
Olaf Böhme (2015)

Olaf Böhme (* 23. September 1953 in Dresden; † 18. März 2019) war ein deutscher Kabarettist und Schauspieler.

## Leben und Wirken
Olaf Böhme legte 1972 das Abitur ab. Er nahm als Schüler drei Mal an der Internationalen Mathematik-Olympiade teil und erreichte dort zwei Silber- und eine Bronzemedaille. Er studierte von 1972 bis 1978 Mathematik an der Technischen Universität Dresden und in Kiew. Im Jahr 1983 wurde er auf dem Gebiet der Wahrscheinlichkeitstheorie promoviert.
Seit 1980 beschäftigte er sich mit Lyrik und Kurzprosa, von 1985 bis 1990 arbeitete er in der freien Theater- und Filmszene in der Theatergruppe „Spielbrett“. Später veranstaltete er erste Soloabende und wurde Leiter des „theater 50“ in Dresden, dem er bis 1996 vorstand. Ab 1988 drehte er Kurzfilme mit Stefan Martin. Im Jahr 1992 erhielt er den Kleinkunstpreis von St. Ingbert. Von 1995 bis 2001 betrieb er die Privatbühne „bebe“ in Dresden-Löbtau. Seit 1997 war er freischaffend tätig.
Als Kabarettist bekannt wurde Böhme vor allem mit der Figur des „betrunkenen Sachsen“, dem mehrere Soloprogramme gewidmet waren, zuletzt 2011 der Abend „20 Jahre ‚Der betrunkene Sachse‘“. Gleichzeitig schuf Böhme immer wieder auch andere, insbesondere ernstere Programme und Bühnenstücke, in denen er sich mit seinem Sein in der Welt auseinandersetzte. Zu nennen sind hier beispielsweise „Und nachts krachen die Kasper“, „Löwen kochen nicht mit Salz“ und „Der Angler“. Der letzte Bühnenabend vor einer krankheitsbedingten Unterbrechung war 2011 „Die Wanderschaft der blinden Titten“ auf der Grundlage seines Buches „4000“, das einzig aus 4000 fiktiven Buchtiteln besteht.
Mehrere Jahre hielt Böhme für Studenten und immer öfter auch „Nicht-Studenten“ mathematisch-kabarettistische Vorlesungen als Einzelveranstaltungen in Hörsälen der Technischen Universität, wie „Wenn Integrale lachen lernen“, „Die Rechnung ohne den Wirt“ und „Eine Aufgabe, zwei Fehler, drei Lösungen“.
Im Jahr 2008 drehte Böhme den Film „Treffpunkt Kronentor – ein Stadtrundgang mit dem betrunkenen Sachsen“. In Zusammenarbeit mit Stefan Martin und Clemens Hübner entstand 2009 der experimentelle Film „FRAUEN“, zu dem Böhme 2011 eine neue Schnittfassung mit dem Titel „Ich schaue Dich an“ erstellte.
Bekannt wurden auch „Herrn Pichmanns Gedichte“, die er ursprünglich im Rahmen der Veranstaltungsreihe Feldschlösschen-Kleinkunst-Party für seinen Kollegen Stephan Uhlig geschrieben hatte.
Anfang 2008 wurde bei ihm chronische lymphatische Leukämie diagnostiziert, die im Herbst 2011 zu einer Verschlechterung seines Gesundheitszustandes führte. Zur Behandlung der Krankheit erhielt Böhme im Mai 2012 eine Stammzelltransplantation. Seit Ende 2013 war er gelegentlich wieder mit Lesungen und Aufführungen seiner Filme zu sehen, seit Frühjahr 2015 mit seinem Abend „… weeßte?!“, in dem er Einblicke und Rückblicke zur Figur des „betrunkenen Sachsen“ gab und zugleich etwas von seiner gegenwärtigen Weltsicht offenbarte. Ab Herbst 2016 trat Böhme nicht mehr auf. Im März 2019 starb er im Alter von 65 Jahren an den Folgen der Leukämie.
Böhme lebte seit 2001 in Klipphausen-Kleinschönberg bei Dresden. Sein Anwesen vermachte Böhme dem Sonnenstrahl e. V. und der Michael Succow Stiftung. Seine Kunstsammlung mit 100 Werken wurde im Dezember 2019 in einer Benefizauktion zugunsten dieser zwei Organisationen über ein Dresdner Auktionshaus versteigert.

## Bühnenwerke

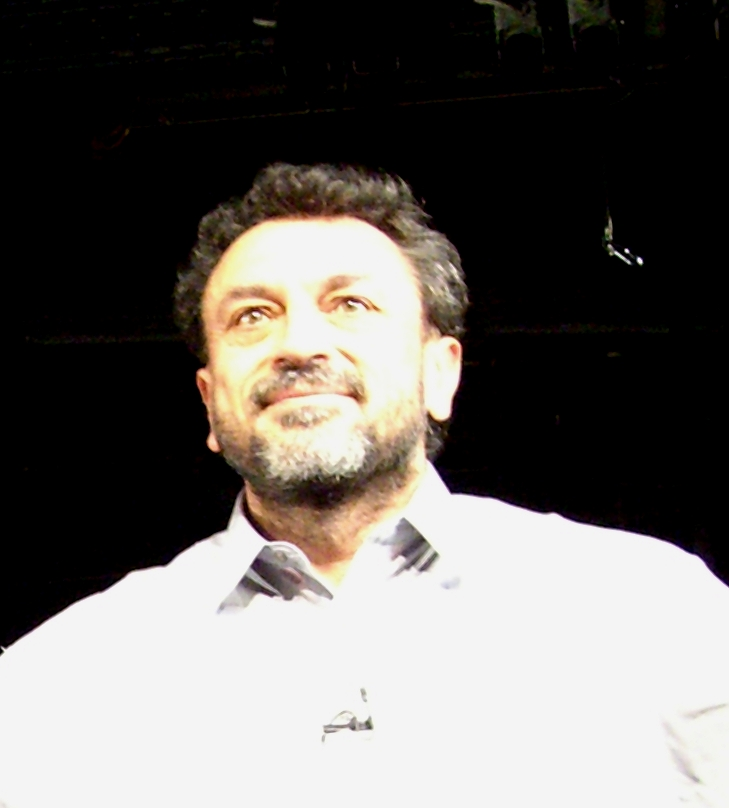
Olaf Böhme bei der Premiere von „Der Patient“ in der Herkuleskeule Dresden

- 1986: Böhmesche Dörfer – Solo-Nonsens-Kabarett
- 1987: Ein Weinen nur und nur ein Lachen – Lyrikprogramm
- 1987: Wissen Sie eigentlich, wie man Klöße macht? – Nonsens-Szenen
- 1990: Der Zug fährt – ein Entwicklungs-Spiel
- 1990: … k-Watsch!!! – Solo-Nonsens-Kabarett
- 1991: August der Schwache – Barock-Theater-Spektakel (u. a. mit Alf Mahlo, Rainer König, Peter Flache)
- 1992: Ein Schloß im Wörtersee – Solo-Kabarett
- 1992: Die schönsten Szenen der deutschen Klassik
- 1994: Und nachts krachen die Kasper – Kammerspiel
- 1994: 4 Jahre deutsche Einheit – 4 Jahre betrunkener Sachse
- 1994: Blauer Raum 23 – eine poetische Reise
- 1995: Der Liebe und der Anarchist – Sachse ahoi! – Soloabend
- 1995: Alles neu! – Soloabend
- 1997: Die Geschichte von Meister Huber, der Fee und den anderen
- 1997: Willkommen im Wartesaal: Der betrunkene Sachse – Teil 2
- 1998: Löwen kochen nicht mit Salz – Soloabend
- 1998: Der Traum vom Erschießen – groteskes Kammerdrama
- 1999: Alles Spitze – ein Ballett-Abend mit Olaf Böhme
- 1999: Der Mitternachtssachse – ein kabarettistisches Rendezvous
- 1999: Das Ende der Lieblichkeit – Solo-Kammer-Spiel
- 2000: Kein Anschluss unter dieser Nummer
- 2000: Rotkäppchen u. a.
- 2001: 4 auf einem Brett
- 2002: Deutschland erwacht
- 2002: Vielleicht am Abend
- 2002: Weihnachten beim betrunkenen Sachsen
- 2003: Der betrunkene Sachse und ich
- 2003: Einmal Böhme und zurück
- 2003: Und am Reim zerschellt die Geige
- 2004: Böhme: Viel Schönes
- 2004: Alle meine Märchen
- 2004: Was kostet ein Mensch?
- 2004: Der Angler
- 2004: Shakespeares sämtliche Werke (leicht gekürzt) (Mitwirkung)
- 2004: Tot in Venedig
- 2005: Alles fällt mir ein
- 2006: Ode an das Elbhangfest
- 2006: Mitwirkung im Beckett-Projekt des Staatsschauspiels Dresden („Bruchstück 2“)
- 2006: Leise rieselt der Pfannkuchen
- 2007: Ach so, hier … (Der betrunkene Sachse – Teil 7)
- 2008: Der Patient
- 2008: Olaf meets Olaf (mit Olaf Schubert)
- 2009: Im Land des Lächelns
- 2009: Alles Pichmann!
- 2009: Der neue! Mitternachtssachse
- 2010: Alles Böhme
- 2010: 20 Jahre „Der betrunkene Sachse“
- 2011: Die Wanderschaft der blinden Titten
- 2013: Stille und Sein
- 2013: Das Helle und das Dunkle
- 2013: Advent. Advent. Advent.
- 2015: … weeßte?!

### Kabarett-Vorlesungen
- 1998: Über einige Aspekte der Rolle des Zufalls im menschlichen Leben und über das Glück
- 2003: Dreiheit – Ungleichheit – Vierteilbarkeit?
- 2005: x + 3 und Spaß dabei!
- 2007: 4 + 3 = 8 und die Reise zum Mars
- 2008: Wenn Integrale lachen lernen
- 2010: Die Rechnung ohne den Wirt

## Bücher
- 2000: Herrn Pichmann’s Gedichte
- 2003: Die Tage, die Nächte, die Jahre
- 2004: Herrn Pichmann’s Gedichte (Teil 2)
- 2005: Na klar
- 2006: Ode an das Elbhangfest
- 2009: Alles Pichmann!
- 2011: 4000

## CD, Film und Video
- Zu Tisch (Film, 1987)
- Hier (Film, 1988)
- Koinzidenz (Film, 1989)
- Das Projekt (Film, 1990)
- Die besten Bilder eines Films (Film, 1990)
- Dresden schwarz-weiß (Film, 1992)
- Best of (Video, 1999)
- Kein Anschluss unter dieser Nummer (DVD, 2004)
- Der ganze Sachse (Doppel-CD, 2005)
- NICHTS als LEBEN (Film, 2006)
- 6 Stunden Böhme, 11.11.2006 im Alten Schlachthof Dresden (DVD-Set, 4 Teile, 2007)
- Gezählt – gelebt – gewusst (DVD, 2008)
- Treffpunkt Kronentor (Film und DVD, 2008)
- FRAUEN (Film, 2009)
- Alles Pichmann! (CD, 2009)
- Es weihnachtet beim betrunkenen Sachsen (CD, 2009)
- Der betrunkene Sachse – Highlights aus zwei Jahrzehnten (DVD, 2010)
- Grimmsche Märchen gelesen von Olaf Böhme (DVD, 2010)
- Der neue! Mitternachtssachse (DVD, 2011)
- Ich schaue Dich an (Film, 2011)
- Der Patient (DVD, 2011)

## Preise
- 2013: CREO-Preis[4]